# Francis Petre
Pour les articles homonymes, voir Petre.
Francis « Frank » William Petre (né le 27 août 1847 à Lower Hutt – mort le 10 décembre 1918 à Dunedin) est un architecte néo-zélandais, ayant travaillé à Dunedin.

## Biographie
Avant lui, l'architecture au XIXe siècle en Nouvelle-Zélande était dominée très majoritairement par le style néo-gothique, utilisé par l'Empire britannique pour ses lointaines colonies. Petre, un des premiers architectes natifs de Nouvelle-Zélande, joua un rôle important pour une orientation vers des styles palladien et Renaissance, tels que l'on en trouvait dans le sud de l'Europe et qui convenaient mieux au climat de Nouvelle-Zélande.
Capable de travailler dans une grande diversité de styles, il est aussi connu pour son travail pionnier dans le développement de la construction en ciment. Il conçut de très nombreux bâtiments à usage public ou privé, dont beaucoup dans et autour de Dunedin. Aujourd'hui, ses maisons particulières sont parmi les plus distinguées et recherchées de Nouvelle-Zélande. Cependant, on se souvient principalement de Francis Petre pour les monumentales cathédrales catholiques de Wellington, Christchurch et Dunedin.

## Quelques œuvres

Cathédrale du Sacré-Cœur de Wellington en 1910
Cathédrale Saint-Joseph de Dunedin
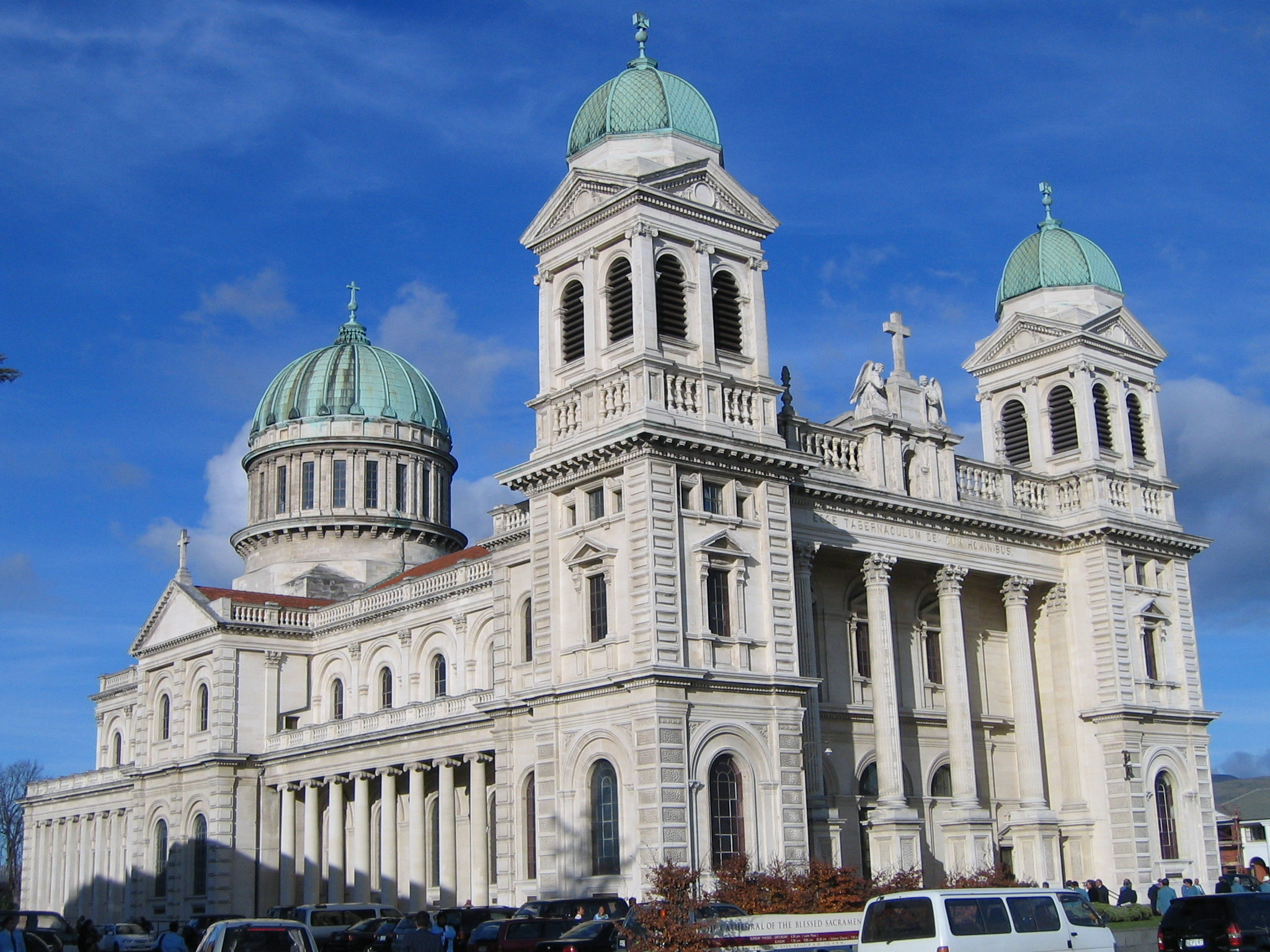
Cathédrale du Très-Saint-Sacrement de Christchurch, avant les tremblements de terre de 2010 et 2011
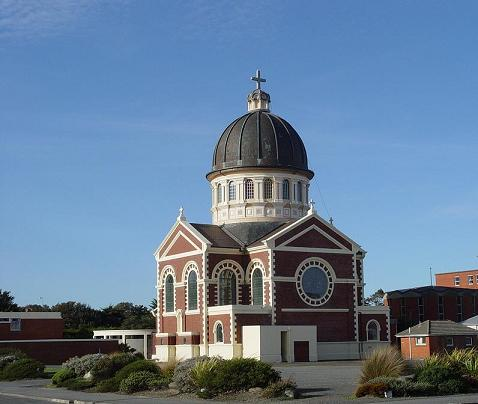
Basilique Sainte-Marie d'Invercargill, construite en 1905

## Source
- (en) Cet article est partiellement ou en totalité issu de l’article de Wikipédia en anglais intitulé « Francis Petre » (voir la liste des auteurs).